# Сократис Папастатопулос
Сократис Папастатопулос (грч. Σωκράτης Παπασταθόπουλος; Каламата, 9. јун 1988) бивши је грчки фудбалер, који је играо у одбрани.

## Клупска каријера
Папастатопулос је започео каријеру у атинском АЕК-у. У јануару 2006, био је послат на шестомесечну позајмицу у Ники Волос. Када се вратио у АЕК изборио се за место у првој постави тима. Дана 14. маја 2008. Папастатопулос је на дербију између АЕК-а и Панатинаикоса носио капитенску траку, и тако постао најмлађи капитен у историји АЕК-а.
У августу 2008, прешао је у италијански клуб Ђенову за 4 милиона евра. За тим је дебитовао 27. септембра 2008, у мечу против Фиорентине (1:0).
У јулу 2010, преселио се у Милан, где није имао велику минутажу, али је успео да освоји Серију А 2011. године. У јулу 2011, прелази у Вердер, а затим 2013. потписује уговор са Борусијом из Дортмунда.

### Арсенал
Дана 2. јула 2018. потписао је уговор са Арсеналом. На мечу против Манчестер јунајтеда је повредио стопало, а на терен се вратио у мечу осмине финала Лиге Европе против БАТЕ Борисова у којем је и постигао један гол. На утакмици 27. октобра 2019. године против Кристал паласа у 10. колу Премијер лиге постигао је први гол за Арсенал на мечу. Касније је постигао још један, али га је ВАР технологија спречила да први пут у каријери постигне два поготка на једном мечу. Утакмица је завршена резултатом 2:2. На првој утакмици у 2020. години постигао је веома битан други гол против Манчестер јунајтеда чиме је Арсенал победио резултатом 2:0 и прекинуо серију лоших резултата. Дана 20. јануара 2021. Сократис и управа Арсенала су споразумно дошли до раскида уговора.

### Олимпијакос
Дана 25. јануара 2021. године потписао је двогодишњи уговор са Олимпијакосом.

## Репрезентативна каријера
Папастатопулос је био капитен јуниорског тима Грчке на Европском првенству у Аустрији у 2007. Играо је за младу репрезентацију до 21 године.
У фебруару 2008. дебитовао је за А тим Грчке у пријатељској утакмици против Чешке. Играо је и на Светском првенству 2010. и Европском првенству 2012. на којима Грчка није постигла значајнији резултат.
Уврштен је међу 23 играча који је представљао Грчку на Светском првенству 2014. у Бразилу.

### Голови за репрезентацију
| #  | Датум             | Место                    | Противник     | Гол   | Резултат | Такмичење                 |
| -- | ----------------- | ------------------------ | ------------- | ----- | -------- | ------------------------- |
| 1. | 29. јун 2014.     | Арена Пернамбуко, Бразил | Костарика     | 1 : 1 | 1 : 1    | Светско првенство 2014.   |
| 2. | 13. јун 2015.     | Торсхавн, Фарска Острва  | Фарска Острва | 1 : 2 | 1 : 2    | Квалификације за ЕП 2016. |
| 3. | 9. новембар 2017. | Максимир, Хрватска       | Хрватска      | 2 : 1 | 4 : 1    | Квалификације за СП 2018. |

## Трофеји
Милан
- Серија А (1) : 2010/11.

Борусија Дортмунд
- Куп Немачке (1) : 2016/17.
- Суперкуп Немачке (2) : 2013, 2014.

Арсенал
- ФА куп (1) : 2019/20.

Индивидуални
- Најбољи грчки млади играч : 2007/08.